# Wilhelm Adam
Wilhelm Adam (28 de Março de 1893 – 24 de Novembro de 1978) foi um oficial alemão que serviu na Wehrmacht durante a Segunda Guerra Mundial. Foi condecorado com a Cruz de Cavaleiro da Cruz de Ferro.

## Carreira militar

### Patentes
| Feldwebel         | 1 de abril de 1915      |
| Leutnant          | 2 de maio de 1915       |
| Hauptmann         | 16 de junho de 1934     |
| Oberstleutnant    | 14 de fevereiro de 1941 |
| Oberst            | 17 de dezembro de 1942  |
| Generalmajor a.D. | 7 de outubro de 1977    |

### Condecorações
| Cruz de Ferro 2ª Classe (1914)                                            | 6 de setembro de 1914  |
| Cruz de Ferro 1ª Classe (1914)                                            | 30 de setembro de 1917 |
| Blutorden — Medaille zur Erinnerung                                       | 9 de novembro de 1923  |
| Ehrenkreuz für Frontkämpfer                                               | 1935                   |
| Cruz de Honra da Guerra Mundial 1914/1918                                 | 1935                   |
| Dienstauszeichnung 3.Stufe                                                | 1936                   |
| Condecoração por Longo serviço da Wehrmacht 3ª Classe                     | 2 de outubro de 1936   |
| Cruz de Ferro 2ª Classe                                                   | 26 de maio de 1940     |
| Cruz de Ferro 1ª Classe                                                   | 10 de outubro de 1941  |
| Cruz de Cavaleiro da Cruz de Ferro                                        | 17 de dezembro de 1942 |
| Vaterländischer Verdienstorden em Prata (1956) com Broche de Honra (1978) |                        |
| Banner der Arbeit                                                         | 1968                   |